# Jack Cohen
Pour les articles homonymes, voir Cohen.
Jack Cohen (né le 19 septembre 1933 à Norwich au Royaume-Uni et mort le 6 mai 2019) est un biologiste britannique, spécialisé dans la biologie de la reproduction, à l’université de Warwick.

## Biographie
Outre son activité de chercheur et de vulgarisateur, il est également consultant scientifique pour la télévision et des auteurs de fantasy (d’Anne McCaffrey à Larry Niven, Jerry Pournelle, Steven Barnes ou David Gerrold).
Il est parrain de l'association NORM-UK, luttant contre la circoncision.

## Œuvres
- La Science du Disque-monde, avec Ian Stewart et Terry Pratchett
- La Science du Disque-monde II : Le Globe (The Science of Discworld II: The Globe), avec Ian Stewart et Terry Pratchett
- La Science du Disque-monde III : L'Horloge de Darwin (The Science of Discworld III: Darwin's Watch), avec Ian Stewart et Terry Pratchett
- La Science du Disque-monde IV : Le Jugement dernier (The Science of Discworld IV: Judgement Day), avec Ian Stewart et Terry Pratchett
- Figments of Reality, avec Ian Stewart (non-fiction)
- The Collapse of Chaos, avec Ian Stewart (non-fiction)
- Evolving the Alien: The Science of Extraterrestrial Life, avec Ian Stewart.
- Wheelers, avec Ian Stewart (fiction)
- Heaven (fiction), avec Ian Stewart,  (ISBN 0-446-52983-4), Aspect (May 2004)
- Living Embryos, Pergamon (1967)
- Reproduction, Butterworths (1977)
- Spermatozoa, Antibodies and Infertility (1978) avec W. F. Hendry
- Living Embryos (1981) avec B. D. Massey
- Animal Reproduction: parents making parents (1984) avec B. D. Massey
- The Privileged Ape (1989)
- Stop Working and Start Thinking (2000) avec Graham Medley